# ستييبان توماس
ستييبان توماس (بالكرواتية: Stjepan Tomas)‏ مواليد 6 مارس 1976 في جمهورية يوغوسلافيا الاشتراكية الاتحادية، هو لاعب كرة قدم كرواتي دولي سابق كان يلعب كمدافع. اعتزل اللعب عام 2010 مع بوجاسبور. سبق له أن لعب في كأس العالم لكرة القدم مع منتخب بلاده. بدأ مسيرته الرياضية عام 1994. لعب خلال مسيرته 359 مباراة سجل خلالها 4 أهداف.

## المسيرة الاحترافية

### أندية لعب لها
- نادي دينامو زغرب
- نادي فيتشينزا
- نادي كومو
- نادي فنربخشة
- غلطة سراي
- روبين كازان
- غازي عنتاب سبور
- بوجاسبور

## المسيرة التدريبية
- نادي الأخدود السعودي، 2024.[4]

## روابط خارجية
- ستييبان توماس على موقع الاتحاد الدولي (مؤرشف)  (الإنجليزية)
- ستييبان توماس على موقع اتحاد كرواتيا (الكرواتية)
- ستييبان توماس على موقع اتحاد تركيا (لاعب) (الإنجليزية)
- ستييبان توماس على موقع اتحاد تركيا (مدرب) (الإنجليزية)
- ستييبان توماس على موقع قاعدة بيانات كرة القدم.إي يو (الإنجليزية)
- ستييبان توماس على موقع ناشيونال فوتبول تيمز (الإنجليزية)
- ستييبان توماس على موقع Soccerway.com (الإنجليزية)
- ستييبان توماس على موقع عالم كرة القدم.نت (الإنجليزية)